# 龍皇杯
龍皇杯是富士見書房的月刊《DRAGON MAGAZINE》所舉辦的讀者參加型企劃。由6名新銳作家發表短篇小說，讀者以明信片投票選出最受支持的作品以取得連載權。